# 台湾鼠李
台湾鼠李（学名：Rhamnus formosana），为鼠李科鼠李属下的一个植物种。其种加词“formosana”意为“台湾的”。